# Otto Basler (Literaturkritiker)
Otto Basler (* 16. Dezember 1902 in Kölliken; † 12. Juli 1984) war ein Schweizer Literaturkritiker.
Basler, hauptberuflich Lehrer an der Oberschule von Burg (Kanton Aargau), schrieb Rezensionen, Aufsätze und Schriftstellerporträts für verschiedene Schweizer Zeitungen und Zeitschriften. Im Radio hielt er literarische Vorträge. 1962 wurde er zum Ehrenbürger von Burg ernannt.
Basler war befreundet mit Hermann Hesse und Thomas Mann. Er korrespondierte mit Erika, Golo, Heinrich, Katia und Klaus Mann, dazu auch mit Autoren wie Carl Jacob Burckhardt, Siegfried Unseld oder Jakob Wassermann.
Baslers umfangreicher Briefnachlass befindet sich heute im Schweizerischen Literaturarchiv und im Deutschen Literaturarchiv Marbach.